# Kulturystyka

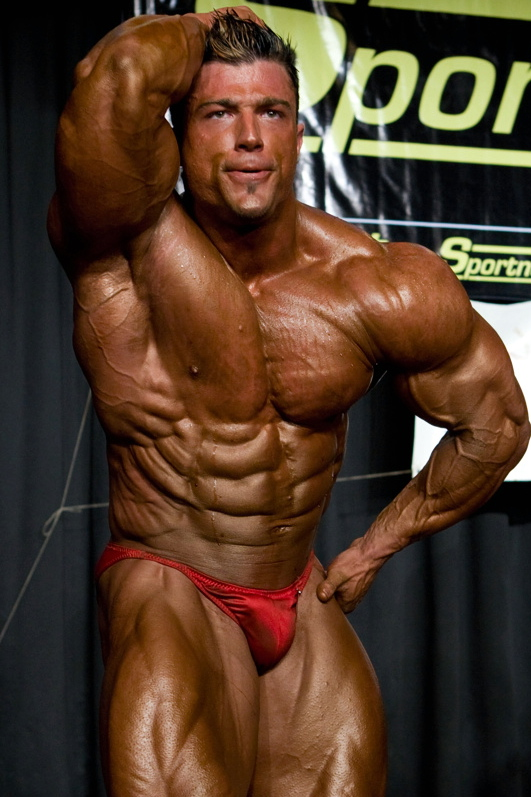
Poza kulturystyczna: mięśnie brzucha przodem (Tony Breznik)

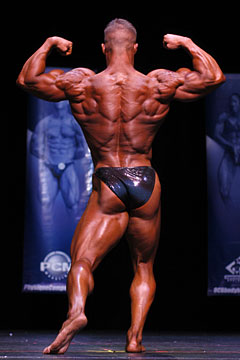
Poza kulturystyczna: mięśnie dwugłowe ramion tyłem

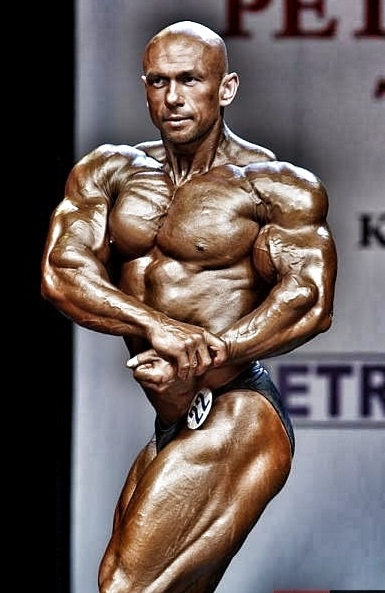
Andrzej Maszewski

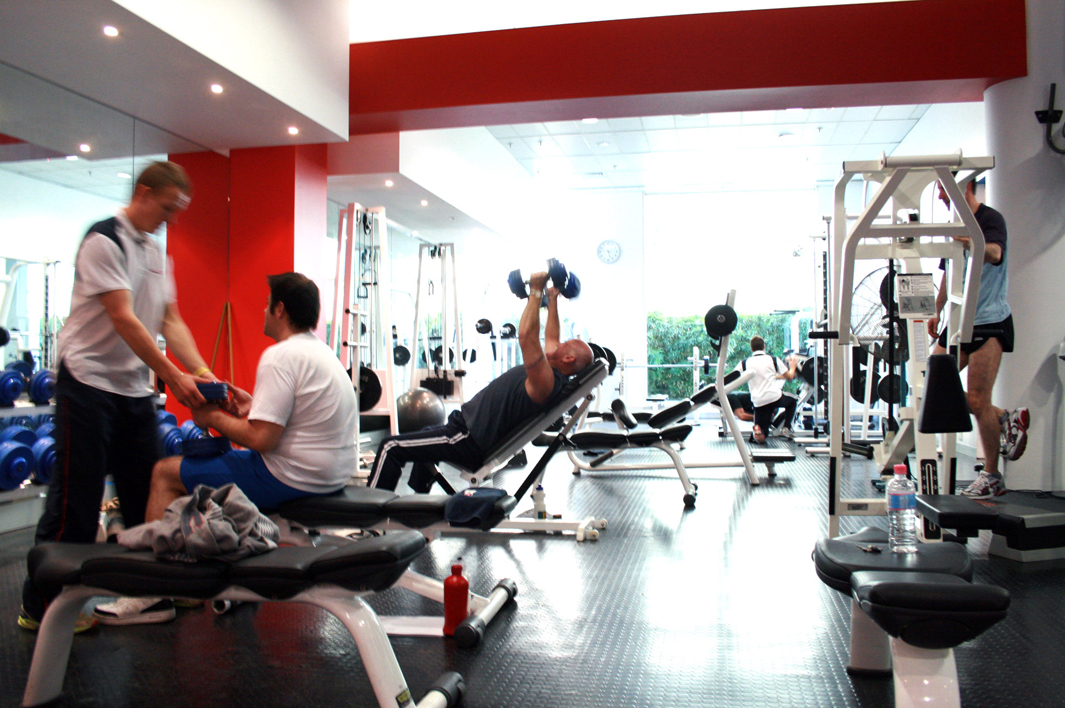
Trening kulturystyczny

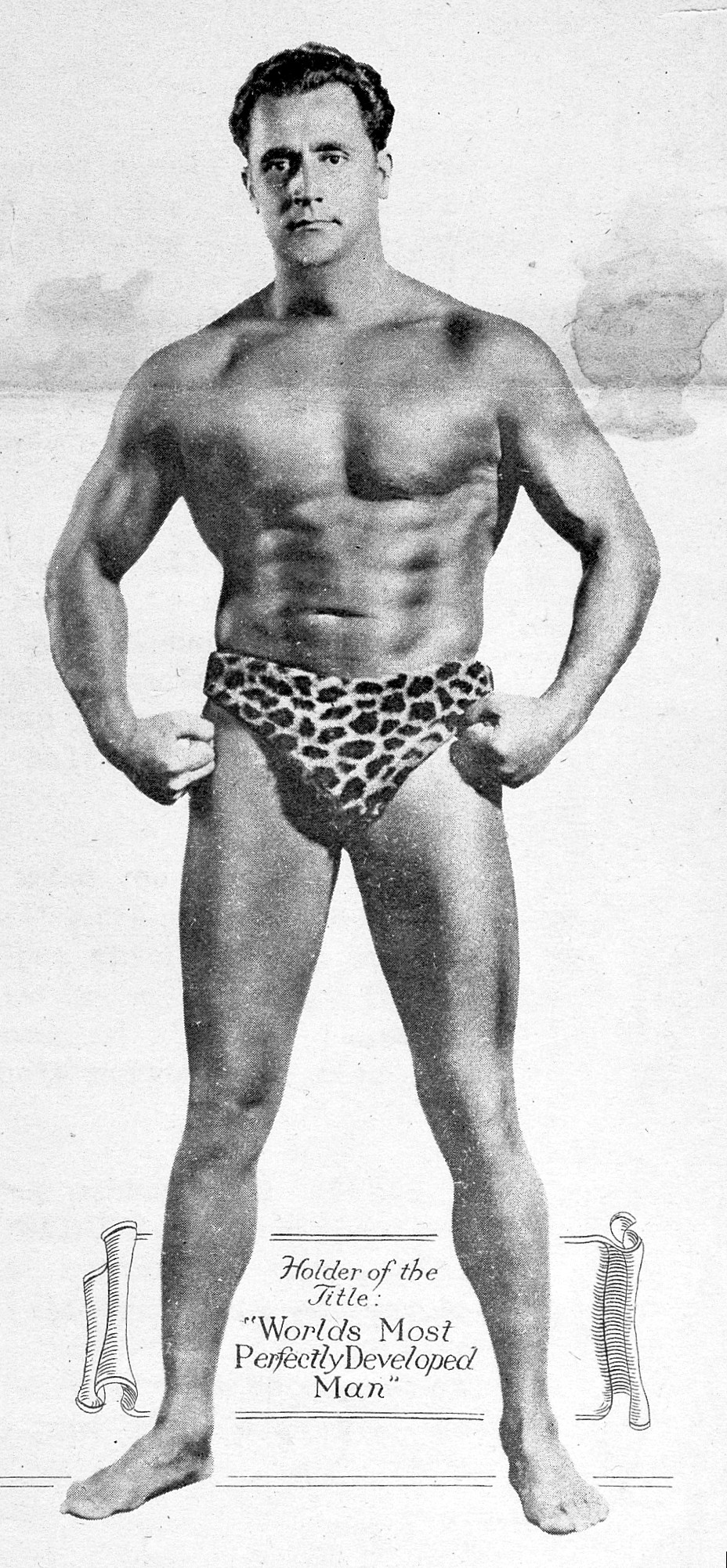
"Najlepiej zbudowany mężczyzna świata" (Charles Atlas, Londyn, ok. 1935)

Kulturystyka – kształtowanie sylwetki ciała poprzez hipertrofię mięśni szkieletowych w wyniku ćwiczeń fizycznych wykonywanych z obciążeniem; z jednoczesnym maksymalnie możliwym zredukowaniem tkanki tłuszczowej podskórnej w celu lepszego uwidocznienia mięśni.

## Historia
Kulturystyka wywodzi się z ćwiczeń treningowych siłaczy i zapaśników z 2. połowy XIX wieku. Za prekursora nowoczesnej kulturystyki uważa się niemieckiego siłacza Eugena Sandowa, który występował z pokazami cyrkowymi w różnych krajach na przełomie XIX i XX wieku. Kulturystyka jako dyscyplina sportowa wyodrębniła się pod koniec lat 40. w Stanach Zjednoczonych za sprawą braci Bena i Joe Weiderów, którzy w 1946 założyli IFBB. Jednym z najsłynniejszych kulturystów jest Arnold Schwarzenegger, który zdobył 7 tytułów Mr. Olympia (1970–1975 i 1980) i 5 tytułów Mister Universe. Wielokrotnie zdobywał też nagrody w konkursach Mister World, Mister International czy Mister Europe.
Od 1970 roku organizowane są również zawody dla kobiet.
W Polsce prekursorami kulturystyki byli w latach 70. m.in. Paweł Filleborn, Henryk Szczepański i Andrzej Urbański.

## Podział
Kulturystyka dzieli się na trzy główne grupy:
- kulturystykę naturalną - gdzie obowiązuje całkowity zakaz zażywania niedozwolonych środków dopingujących takich jak sterydy anaboliczno-androgenne, hormon wzrostu, insulina czy diuretyki;
- kulturystykę „ekstremalną” - najszerzej znaną (kojarzoną z postaciami braci Weiderów czy też Arnolda Schwarzeneggera), której celem jest uzyskanie maksymalnej masy mięśniowej; zawodnicy podzieleni są na kategorie wagowe;
- kulturystykę klasyczną - w której poza podziałem na kategorie wzrostowe wprowadzono też ograniczenia wagi (według PZKFiTS):
  - kategoria do 170,0 cm: maksymalna waga = (wzrost – 100) + 2 kg;
  - kategoria 170,1–175,0 cm: maksymalna waga = (wzrost – 100) + 4 kg;
  - kategoria 175,1–180,0 cm: maksymalna waga = (wzrost – 100) + 6 kg;
  - kategoria 180,1 cm i więcej: 
    - 180,1–190,0 cm: maksymalna waga = (wzrost – 100) + 8 kg,
    - 190,1–198,0 cm: maksymalna waga = (wzrost – 100) + 9 kg,
    - 198,1 cm i więcej: maksymalna waga = (wzrost – 100) + 10 kg.

## Ocena
Podczas zawodów oceniany jest wygląd zawodników (jakość umięśnienia, separacja mięśni, symetria i proporcje poszczególnych partii).
Prezentacja mięśni odbywa się według określonego schematu pozowania:
- poza "mięśnie dwugłowe ramion przodem" (ocena bicepsów i ich stosunku do tricepsów; ocena proporcji mięśni czworogłowych ud do mięśni brzuchatych łydek; ocena stosunku długości tułowia do długości nóg oraz długości ud do długości podudzi);
- poza "mięśnie najszersze grzbietu przodem" (ocena wszystkich mięśni widzianych od przodu; ocena stosunku mięśni najszerszych grzbietu do bioder i talii);
- poza "mięśnie klatki piersiowej bokiem" (ocena mięśni klatki piersiowej, mięśni naramiennych, ramion, przedramion, ud oraz podudzi; ocena proporcji nóg w stosunku do tułowia);
- poza "mięśnie dwugłowe ramion tyłem" (ocena wszystkich mięśni widzianych od tyłu);
- poza "mięśnie najszersze grzbietu tyłem" (ocena stosunku górnej części ciała do dolnej oraz stosunku mięśni naramiennych i najszerszych grzbietu do talii i do mięśni ud);
- poza "mięsień trójgłowy ramienia bokiem" (ocena tricepsa, mięśnia dwugłowego uda i mięśni łydki);
- poza "mięśnie brzucha przodem" (ocena mięśni prostych brzucha oraz mięśni czworogłowych uda);

W drugiej części możliwe jest wykonanie prezentacji w ramach układu dowolnego, również z wykorzystaniem choreografii.

## Federacje
Rozwojem kulturystyki na świecie kieruje Międzynarodowa Federacja Kulturystyki i Fitnessu (IFBB), natomiast w Polsce od 1989 istnieje Polski Związek Kulturystyki, Fitness i Trójboju Siłowego.
A także: NABBA, IBFA, WBBF/WFF, WABBA (World Amateur Body Building Association), NAC i wiele mniejszych federacji.

## Najważniejsze zawody profesjonalne
| - Mr. Olympia - Chicago Pro - Arnold Classic | - Toronto Pro - New York Pro - Ironman Pro Invitational |

## Zagadnienia związane z kulturystyką
- wielobój kulturystyczny
- siłownia
- rozgrzewka
- przyrządy do ćwiczeń
  - hantle
  - sztanga
  - gryf łamany
  - ławeczka płaska
  - ławeczka pochyła
  - ławeczka do brzuszków
- suplementy
  - kreatyna
- sterydy
- układ mięśniowy człowieka